# Johnny Mnemonic
Johnny Mnemonic är en amerikansk film från 1995 i regi av Robert Longo.

## Handling
Johnny Mnemonic (Keanu Reeves) är en kurir som transporterar viktig information mellan olika parter genom att informationen laddas ner i ett implantat som han har i huvudet. Denna gång får han information som dels är mycket värdefull, och därigenom medför att han blir en jagad, dels storleksmässigt är större än vad implantatet klarar av, vilket medför att han, om inget görs, dör.

## Om filmen
Johnny Mnemonic är baserad på en novell med samma namn skriven av William Gibson. 
Faller i kategorin cyberpunk där världen och samhället styrs av Megapoler och gigantiska företag.

## Rollista (i urval)
- Keanu Reeves - Johnny Mnemonic
- Dina Meyer - Jane
- Ice-T - J-Bone
- Takeshi Kitano - Takahashi (as Takeshi)
- Dennis Akayama - Shinji
- Dolph Lundgren - Street Preacher
- Henry Rollins - Spider
- Barbara Sukowa - Anna Kalmann
- Udo Kier - Ralfi